# Mifune
Mifune (duń. Mifunes sidste sang) – duński komediodramat z 1999 roku w reżyserii Sørena Kragha-Jacobsena, zrealizowany w koprodukcji ze Szwecją. Był trzecim filmem nakręconym zgodnie z zasadami manifestu Dogma 95. 

## Opis fabuły
Kresten to trzydziestolatek pochodzący z głębokiej prowincji, któremu udało się zrobić karierę w Kopenhadze. Pnie się w górę w hierarchii swojej firmy, a na dodatek jest zaręczony z córką szefa. Kiedy nagle umiera jego ojciec, Kresten musi nieoczekiwanie wrócić w świat swojej przeszłości, od której chciał się odciąć. 

## Obsada
- Anders W. Berthelsen jako Kresten
- Iben Hjejle jako Liva
- Jesper Asholt jako Rud
- Paprika Steen jako Pernille
- Emil Tarding jako Bjarke

i inni

## Nagrody i wyróżnienia
- Amanda dla najlepszego filmu skandynawskiego
- Międzynarodowy Festiwal Filmowy w Berlinie: Srebrny Niedźwiedź - Nagroda Specjalna Jury
- Europejska Nagroda Filmowa: 3 nominacje: najlepszy film, najlepsza reżyseria, najlepsza aktorka (Iben Hjejle)
- Robert: najlepszy montaż, najlepszy aktor drugoplanowy (Jesper Asholt); nominacje: najlepszy aktor (Anders W. Berthelsen), najlepsza aktorka (Iben Hjejle), najlepsze zdjęcia, najlepszy scenariusz, najlepszy dźwięk